# 1. liga 2010-2011
L'edizione 2010-11 della 1. liga è cominciata il 16 luglio 2010 e terminata nel maggio 2011.
Il Viktoria Pilsen, vincitore del torneo, conquista in due occasioni 12 risultati utili consecutivi: dalla 1ª alla 12ª giornata e dalla 18ª alla 29ª giornata.

## Squadre partecipanti
| Club               | Città              | Stadio                  | Posizione 2009-2010            |
| ------------------ | ------------------ | ----------------------- | ------------------------------ |
| Baník Ostrava      | Ostrava            | Bazaly                  | 3º posto                       |
| Bohemians 1905     | Praga              | Stadion Eden            | 12º posto                      |
| Dyn. Č. Budějovice | České Budějovice   | Stadio Střelecký ostrov | 13º posto                      |
| Hradec Králové     | Hradec Králové     | Všesportovní stadion    | 1º posto in Druhá Liga         |
| Jablonec           | Jablonec nad Nisou | Chance Arena            | 2º posto                       |
| Mladá Boleslav     | Mladá Boleslav     | Stadio Municipale       | 8º posto                       |
| Příbram            | Příbram            | Na Litavce              | 10º posto                      |
| Sigma Olomouc      | Olomouc            | Andrův stadion          | 6º posto                       |
| Slavia Praga       | Praga              | Stadion Eden            | 7º posto                       |
| Slovácko           | Uherské Hradiště   | Stadio Miroslav Valenty | 14º posto                      |
| Slovan Liberec     | Liberec            | Stadion u Nisy          | 9º posto                       |
| Sparta Praga       | Praga              | Generali Arena          | Campione della Repubblica Ceca |
| Teplice            | Teplice            | Na Stínadlech           | 4º posto                       |
| Viktoria Plzeň     | Plzeň              | Stadio Municipale       | 5º posto                       |
| Zbrojovka Brno     | Brno               | Viktoria Stadion        | 2º posto in Druhá Liga         |

## Classifiche 2010-2011

### Classifica Finale
|                      |     | Classifica 2010-2011 | Pti | G  | V  | N  | P  | GF | GS | DR  |
| -------------------- | --- | -------------------- | --- | -- | -- | -- | -- | -- | -- | --- |
| Rep. Ceca (bandiera) | 1.  | Viktoria Plzeň       | 69  | 30 | 21 | 6  | 3  | 70 | 28 | +42 |
|                      | 2.  | Sparta Praga         | 68  | 30 | 22 | 2  | 6  | 54 | 21 | +33 |
|                      | 3.  | Jablonec             | 58  | 30 | 17 | 7  | 6  | 65 | 34 | +31 |
|                      | 4.  | Sigma Olomouc        | 47  | 30 | 14 | 5  | 11 | 47 | 29 | +18 |
|                      | 5.  | Mladá Boleslav       | 46  | 30 | 13 | 7  | 10 | 49 | 40 | +9  |
|                      | 6.  | Bohemians 1905       | 43  | 30 | 12 | 7  | 11 | 33 | 33 | 0   |
|                      | 7.  | Slovan Liberec       | 43  | 30 | 12 | 7  | 11 | 45 | 36 | +9  |
|                      | 8.  | Hradec Králové       | 41  | 30 | 11 | 8  | 11 | 26 | 36 | -10 |
|                      | 9.  | Slavia Praga         | 40  | 30 | 9  | 13 | 8  | 41 | 36 | +5  |
|                      | 10. | Teplice              | 39  | 30 | 10 | 9  | 11 | 39 | 46 | -7  |
|                      | 11. | Dyn. Č. Budějovice   | 33  | 30 | 7  | 12 | 11 | 30 | 48 | -18 |
|                      | 12. | Slovácko             | 31  | 30 | 8  | 7  | 15 | 27 | 53 | -16 |
|                      | 13. | Příbram              | 31  | 30 | 8  | 7  | 15 | 22 | 36 | -14 |
|                      | 14. | Baník Ostrava        | 30  | 30 | 7  | 9  | 14 | 31 | 46 | -15 |
|                      | 15. | Zbrojovka Brno       | 24  | 30 | 7  | 3  | 20 | 33 | 55 | -22 |
|                      | 16. | Ústí nad Labem       | 19  | 30 | 4  | 7  | 19 | 22 | 67 | -45 |

## Statistiche e record

### Classifica marcatori
| Gol |   |  | Giocatore        | Squadra                             |
| --- | - |  | ---------------- | ----------------------------------- |
| 19  | 2 |  | David Lafata     | Jablonec                            |
| 18  | 2 |  | Tomáš Pekhart    | Jablonec (12) Sparta Praga (6)      |
| 14  |   |  | Léonard Kweuke   | Sparta Praga                        |
| 13  |   |  | Daniel Kolář     | Viktoria Plzeň                      |
| 12  |   |  | Michal Hubník    | Sigma Olomouc                       |
| 11  | 3 |  | Jan Rezek        | Viktoria Plzeň                      |
| 11  |   |  | Ajdin Mahmutović | Teplice                             |
| 10  |   |  | Jan Nezmar       | Slovan Liberec                      |
| 10  |   |  | Zdeněk Ondrášek  | Dyn. Č. Budějovice                  |
| 10  | 1 |  | Wilfried Bony    | Sparta Praga                        |
| 9   |   |  | Karel Piták      | Jablonec                            |
| 9   |   |  | Jiří Štajner     | Slovan Liberec                      |
| 9   |   |  | Marek Bakoš      | Viktoria Plzeň                      |
| 9   |   |  | Marek Kulič      | Mladá Boleslav                      |
| 8   | 4 |  | Pavel Horváth    | Viktoria Plzeň                      |
| 8   |   |  | Milan Škoda      | Baník Ostrava                       |
| 8   |   |  | Andrej Kerić     | Slovan Liberec (6) Sparta Praga (2) |

### Capoliste solitarie
Dalla 3ª giornata 30ª giornata:  Viktoria Plzeň

### Record
- Maggior numero di vittorie:  Sparta Praga (22)
- Minor numero di sconfitte:  Viktoria Plzeň (3)
- Migliore attacco:  Viktoria Plzeň (70 gol fatti)
- Miglior difesa:  Sparta Praga (21 gol subiti)
- Miglior differenza reti:  Viktoria Plzeň (+42)
- Maggior numero di pareggi:  Slavia Praga (13)
- Minor numero di pareggi:  Sparta Praga (2)
- Minor numero di vittorie:  Ústí nad Labem (4)
- Maggior numero di sconfitte:  Zbrojovka Brno (20)
- Peggiore attacco:  Příbram e  Ústí nad Labem (22 gol fatti)
- Peggior difesa:  Ústí nad Labem (67 gol subiti)
- Peggior differenza reti:  Ústí nad Labem (-45)
- Partita con più reti:  Slovan Liberec -  Teplice 6-2 (8)
- Partita con maggiore scarto di gol:  Viktoria Plzeň -  Ústí nad Labem 7-0,  Zbrojovka Brno -  Slovácko 7-0 e  Jablonec -  Hradec Králové 7-0 (7)
- Maggior numero di reti in una giornata: 32 (13ª giornata)
- Minor numero di reti in una giornata: 12 (22ª giornata)
- Miglior serie positiva:  Jablonec (14 risultati utili consecutivi, dall'11ª alla 24ª giornata)
- Peggior serie negativa:  Ústí nad Labem (6 sconfitte consecutive, dalla 14ª alla 19ª giornata)